# Shirley Booth
Shirley Booth (New York, 30 augustus 1898 - North Chatham (Massachusetts), 16 oktober 1992), geboren als Thelma Marjorie Ford, was een Amerikaans actrice.
Booth is vooral bekend voor haar titelrol in de sitcom Hazel, maar had ook een kortdurende filmcarrière. Zo won ze een Oscar voor haar rol in Come Back, Little Sheba (1952). Ze speelde in 1953 in Main Street to Broadway, in 1954 in About Mrs. Leslie en verder nog in The Matchmaker en Hot Spell (in Nederland bekend als "Hittegolf"). In twee daarvan was ze tegenover Shirley MacLaine te zien.
Booth speelde heel veel stukken op Broadway en Pittsburg Theater. Zoals de musical in 1939 The Philadelphia Story met Katharine Hepburn, My Sister Eileen in 1940 en in 1951 A Tree Grows in Brooklyn.
Ze overleed thuis op 94-jarige leeftijd. Booth werd begraven aan de Mount Hebron Cemetery in Montclair, New Jersey.